# Tuglie
Tuglie is een gemeente in de Italiaanse provincie Lecce (regio Apulië) en telt 5279 inwoners (31-12-2004). De oppervlakte bedraagt 8,4 km², de bevolkingsdichtheid is 628 inwoners per km².

## Demografie
Tuglie telt ongeveer 2072 huishoudens. Het aantal inwoners daalde in de periode 1991-2001 met 5,2% volgens cijfers uit de tienjaarlijkse volkstellingen van ISTAT.
| Jaar | Inwoneraantal |
| ---- | ------------- |
| 1991 | 5601          |
| 2001 | 5308          |

## Geografie
De gemeente ligt op ongeveer 74 m boven zeeniveau.
Tuglie grenst aan de volgende gemeenten: Alezio, Neviano, Parabita, Sannicola.